# Pyrrhula
Pyrrhula es un género de aves paseriformes perteneciente a la familia Fringillidae, que incluye siete especies de camachuelos que se distribuyen por Asia y Europa.

## Taxonomía
Se reconocen siete especies, más una extinta:
- Pyrrhula nipalensis Hodgson, 1836 - camachuelo pardo;
- Pyrrhula aurantiaca Gould, 1858 - camachuelo anaranjado;
- Pyrrhula erythrocephala Vigors, 1832 - camachuelo cabecirrojo;
- Pyrrhula erythaca Blyth, 1862 - camachuelo cabecigrís;
- Pyrrhula leucogenis Ogilvie-Grant, 1895 - camachuelo filipino;
- Pyrrhula pyrrhula (Linnaeus, 1758) - camachuelo común;
- Pyrrhula murina Godman, 1866 - camachuelo de las Azores.
- Pyrrhula crassa Rando et al, 2017 - camachuelo grande de las Azores.[3]

La taxonomía del género fue fijada en 2001 por Arnaiz-Villena et al. Todas las especies del género Pyrrhula tienen un ancestro común: el camachuelo picogrueso (Pinicola enucleator).